# Interpretació consecutiva

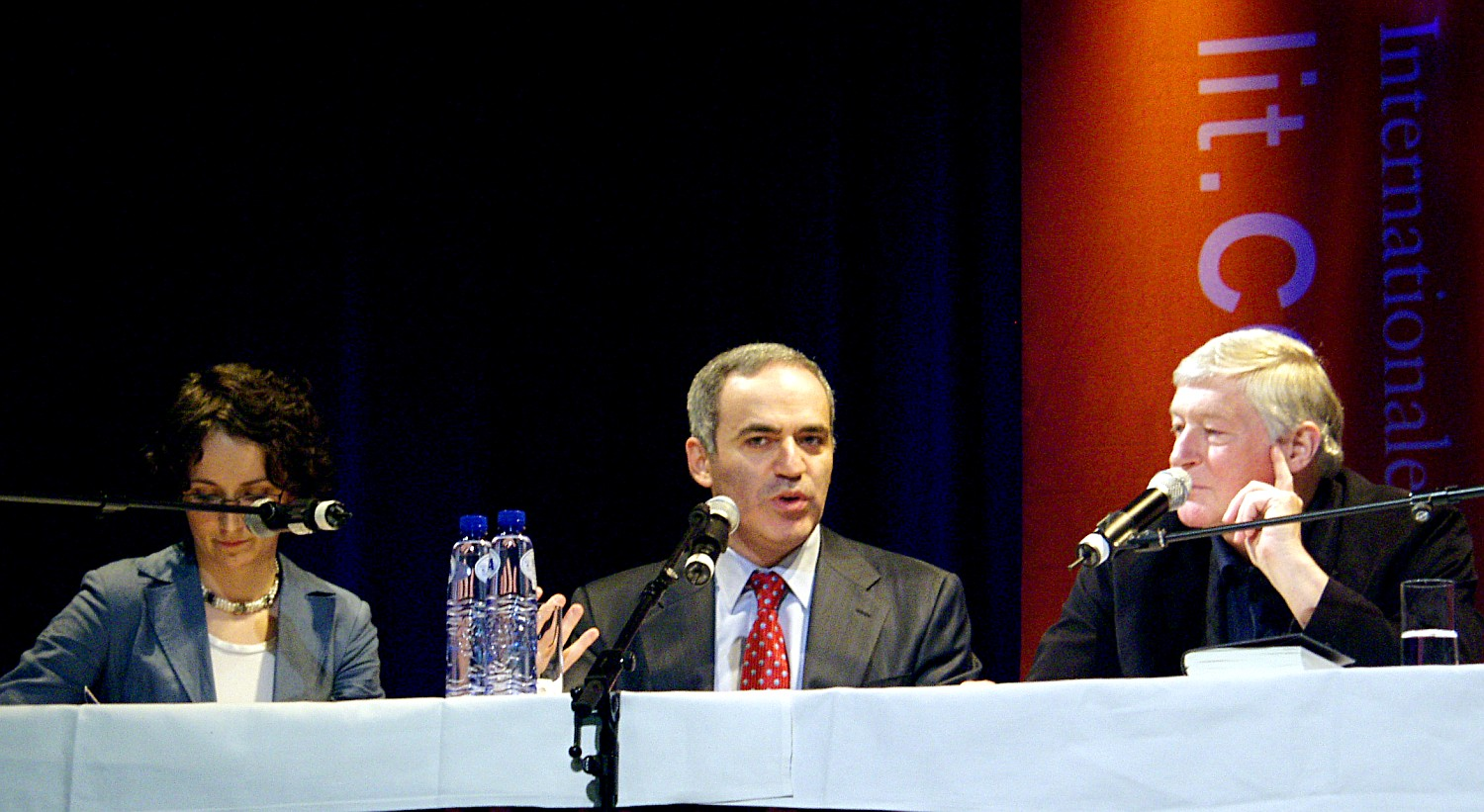
La intèrpret Patricia Stöcklin escolta Garri Kaspàrov i pren notes.

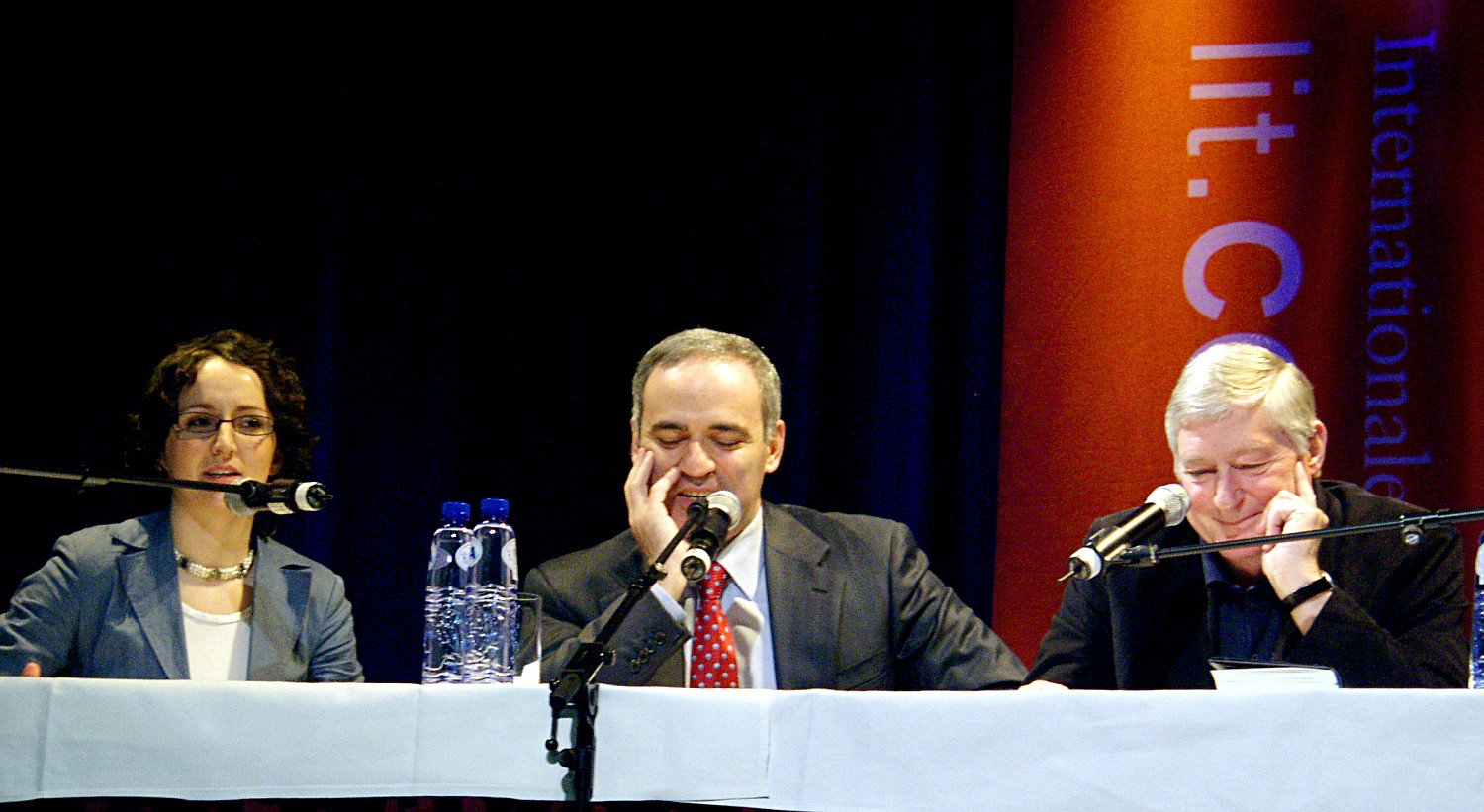
Stöcklin interpreta el discurs de Garri Kaspàrov per a l'auditori.

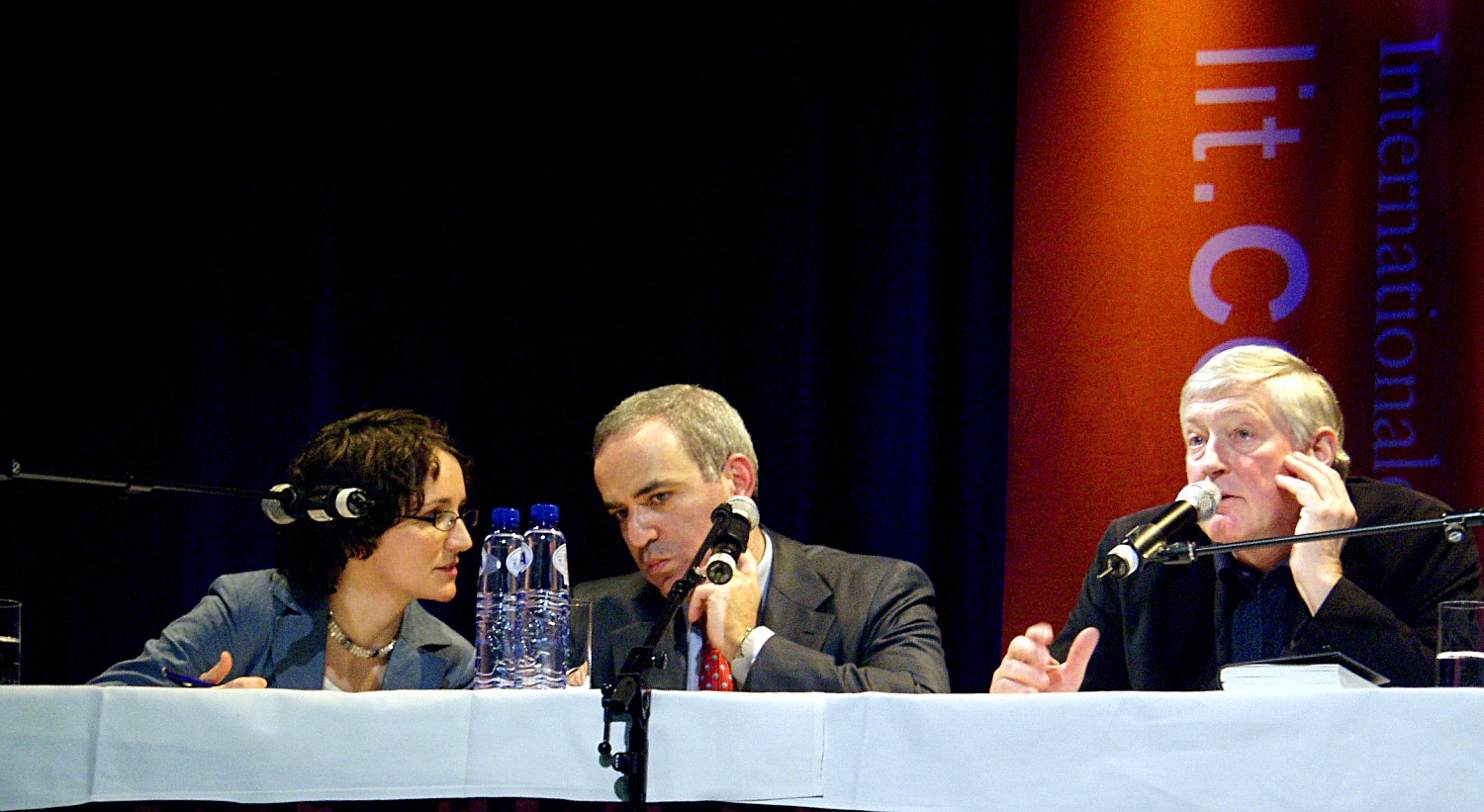
Stöcklin interpreta el discurs de Klaus Bednarz a Garri Kaspàrov mitjançant la tècnica del xiuxiueig.

La interpretació consecutiva es una tècnica d'interpretació de llengües a la que l'intèrpret comença a parlar just després que l'orador de la llengua de partida hagi acabat el seu discurs.
El discurs es divideix en diverses parts i l'intèrpret de consecutiva pot seure o quedar-se dret prop de l'orador de la llengua de partida per poder escoltar i prendre notes sobre el que diu. La presa de notes és un sistema que permet a l'intèrpret reproduir un discurs llarg, perquè li serveix per anotar les idees clau, els detalls difícils de recordar, els noms propis o geogràfics, etc. Cada intèrpret adapta aquesta tècnica a les seves necessitats personals. Quan l'orador fa una pausa o acaba el seu discurs, llavors és el moment en què l'intèrpret transmet el missatge complet (d'allò que ha dit l'orador) en la llengua d'arribada. Com que tot el que s'ha dit en la llengua d'origen s'ha de transmetre després a la llengua meta, en la interpretació consecutiva es duplica el temps total necessari per traslladar el missatge.
Els discursos que s'interpreten seguint aquesta tècnica, o bé les parts en què es divideixen aquests discursos, solen ser de curta durada. Uns anys enrere (cap als inicis d'aquesta tècnica), l'intèrpret de consecutiva feia discursos de 20 o 30 minuts. Actualment, però, solen ser de durada més curta, de 10 o 15 minuts aproximadament, ja que es considera que és molt de contingut per a un discurs, sobretot tenint en compte que al públic no li agrada estar escoltant durant 20 minuts un discurs en una llengua que no entén.
Sovint, l'orador de la llengua de partida no és conscient que pot parlar estesament abans que es faci la interpretació consecutiva i, per aquest motiu, fa una pausa al final de cada oració perquè es pugui interpretar a la llengua d'arribada. L'avantatge d'interpretar oració per oració rau en el fet que cal memoritzar menys quantitat d'informació i, d'aquesta manera, evitar possibles omissions. Tanmateix, aquesta tècnica també presenta un gran inconvenient: moltes vegades l'intèrpret encara no ha escoltat el discurs complet o la seva part fonamental, de manera que resulta més difícil interpretar el missatge complet, ja que falta context en què basar-se i s'han produït diverses interrupcions (només cal imaginar-se com seria la interpretació d'un acudit seguint aquesta tècnica d'interpretació oració per oració; és probable que es perdés la gràcia). Aquest mètode s'utilitza sovint per interpretar diferents discursos, declaracions, intervencions de testimonis en un tribunal, així com entrevistes mèdiques i laborals. Tot i així, sempre és preferible comptar amb una idea completa del missatge abans d'interpretar-lo.
En la interpretació consecutiva són necessàries diverses habilitats: coneixement de la llengua, memòria, concentració, comprensió i capacitat per parlar en públic. A més, es pot oferir en dues versions: “IC curta”' i “IC llarga”. En la IC curta, l'intèrpret depèn de la seva memòria, ja que cada segment del missatge interpretat és prou curt per ser memoritzat. En la IC llarga, l'intèrpret pren notes mentre escolta el discurs, que després l'ajudaran a traduir passatges més llargs. Aquestes divisions informals s'acorden amb el client abans que la interpretació tingui lloc i depenen del tema a tractar, de la complexitat i del propòsit de la interpretació.